# Album al numero uno nella Billboard 200 nel 2014

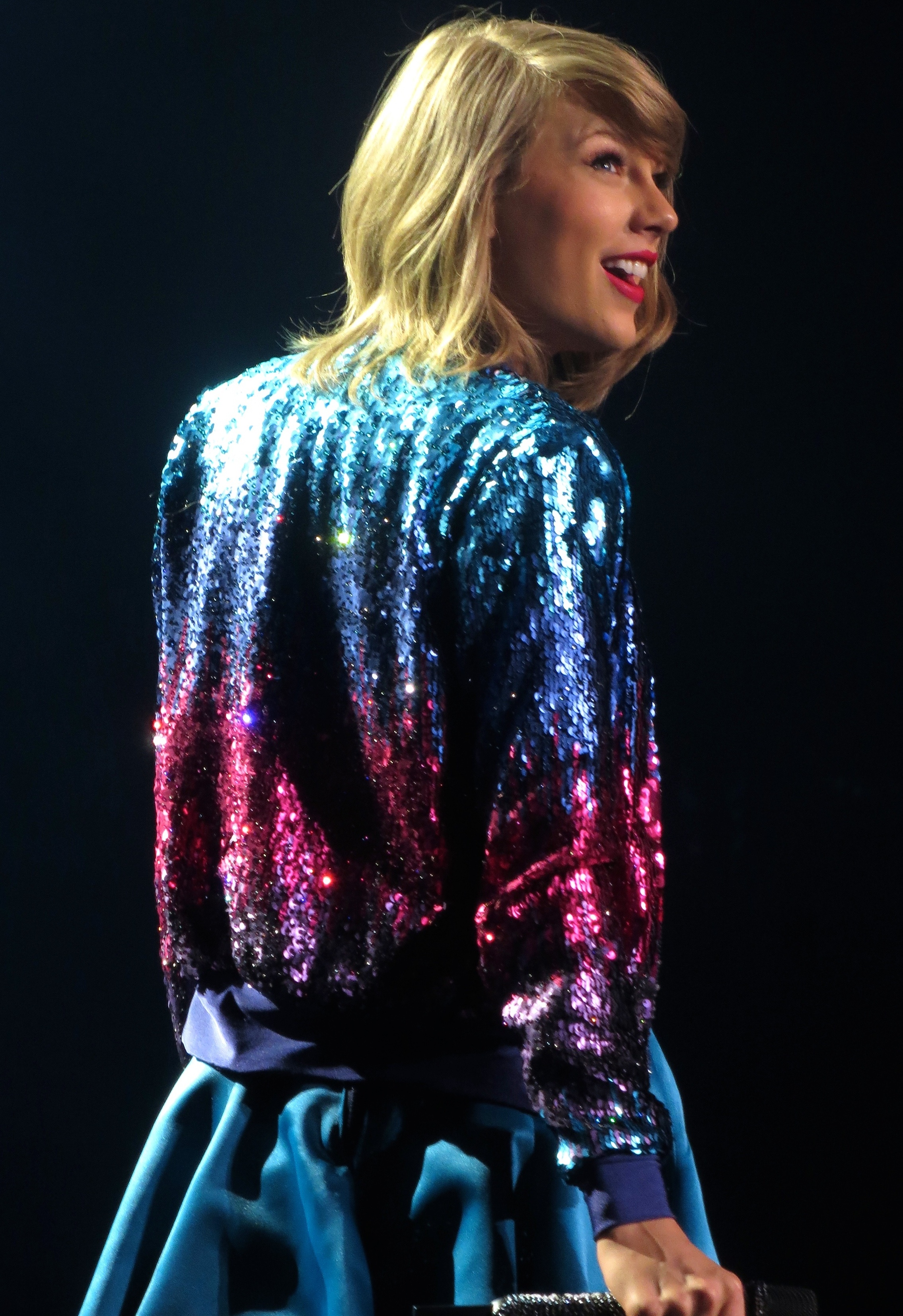
1989, della cantante Taylor Swift, è diventato il quarto album della carriera della cantante a raggiungere la prima posizione della Billboard 200. Ha venduto 1.28 milioni di copie nella prima settimana, diventando anche l'album più venduto del 2014.

Di seguito è proposta la lista degli album al numero uno nella Billboard 200 nel 2014. La Billboard 200 è una classifica musicale che considera gli album e gli EP più di successo negli Stati Uniti. I dati vengono raccolti dalla compagnia Nielsen SoundScan e sono basati sulle vendite fisiche e digitali (vendite pure) degli album.
Durante il 2014, 33 album hanno raggiunto la prima posizione della Billboard 200. Di questi, solamente l'album omonimo Beyoncé della cantante americana Beyoncé aveva iniziato il suo dominio alla fine del 2013.
La colonna sonora del film Disney Frozen è rimasta in prima posizione per 13 settimane non consecutive, diventando l'album con la più lunga permanenza alla prima posizione del 2014.
1989, della cantante americana Taylor Swift, con 1.28 milioni di copie vendute, ha registrato il più grande numero di copie vendute nella settimana di apertura sin dal 2002, quando The Eminem Show del rapper Eminem aprì con 1.3 milioni di copie. 1989 è stato anche l'album più venduto dell'anno, con 3.661 milioni di copie vendute.

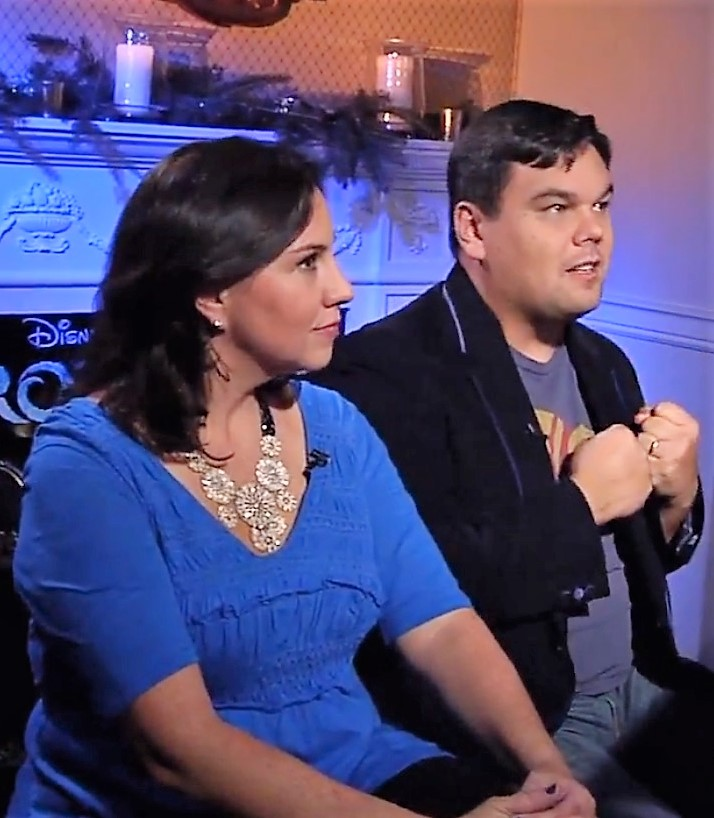
La colonna sonora del film Frozen - Il regno di ghiaccio è stata la più longeva numero uno dell'anno, con 13 settimane non consecutive.

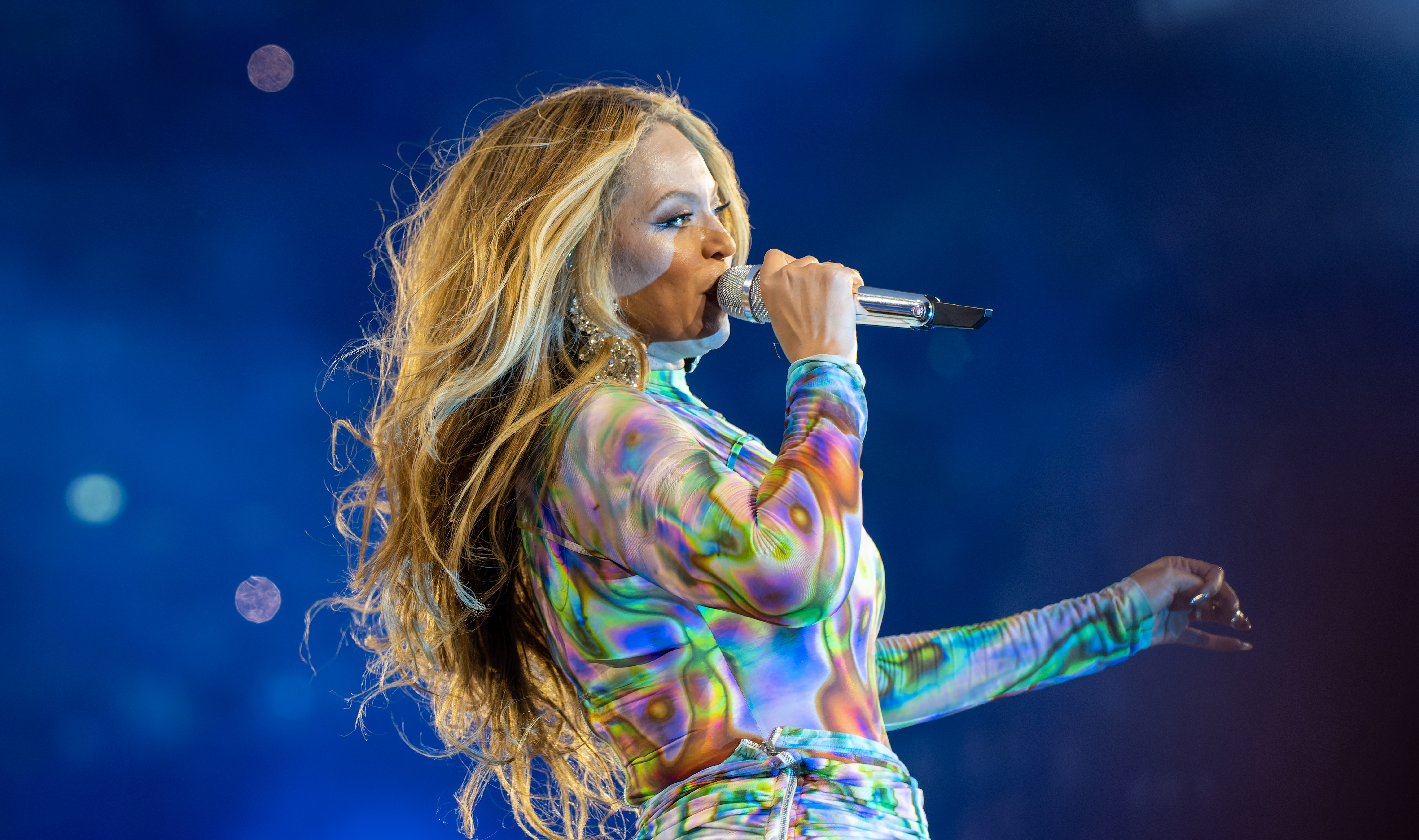
L'omonimo album di Beyoncé è rimasto in vetta per 3 settimane consecutive (di cui 1 nel 2013), diventando il suo quinto album consecutivo da solista a raggiungere la numero uno della Billboard 200.

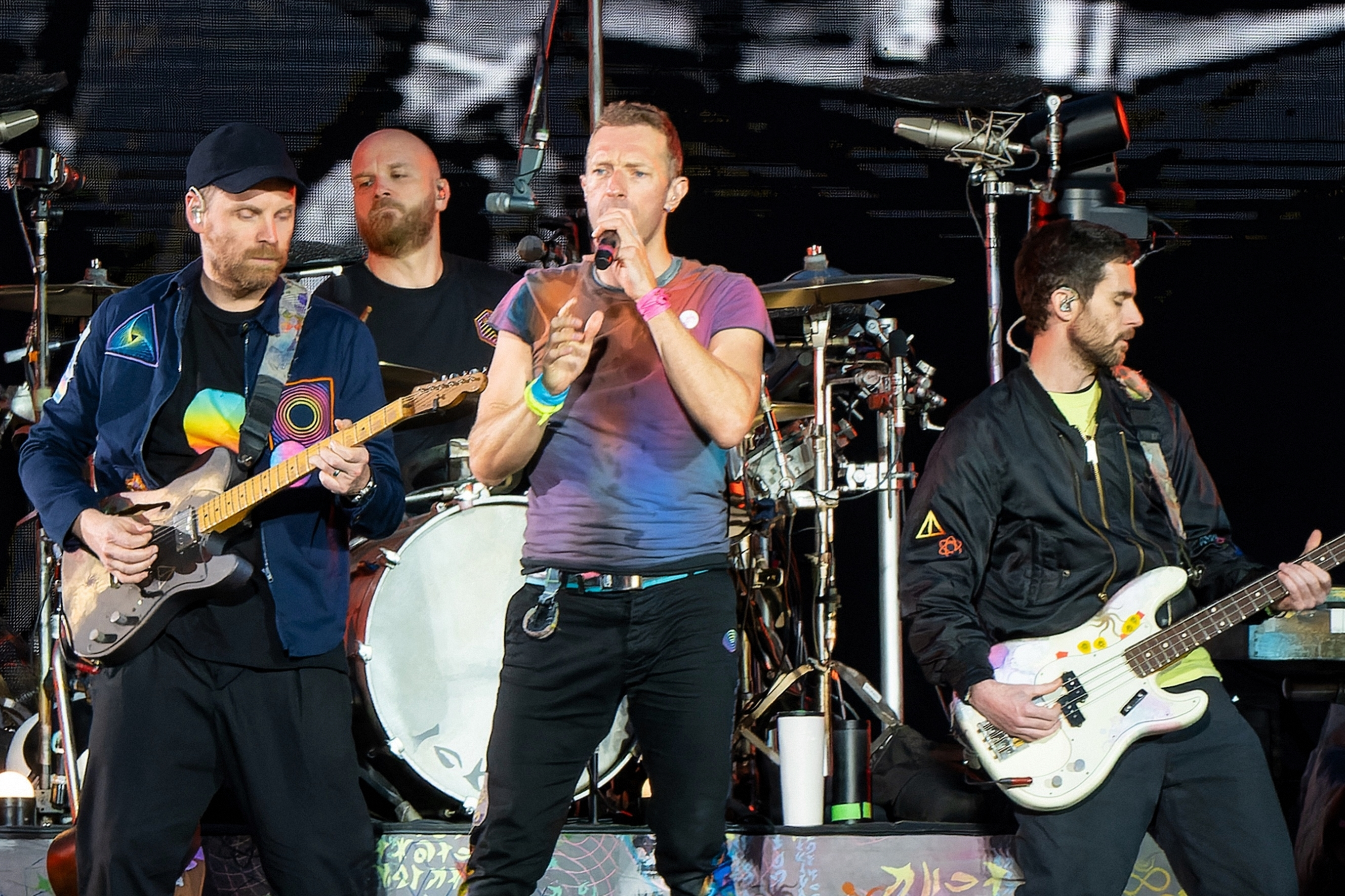
Il sesto album in studio dei Coldplay, Ghost Stories, è diventato il quarto album della band a raggiungere la prima posizione della classifica.

## Billboard 200
| † | Indica l'album con le migliori prestazioni del 2014. |

| Data | Album                      | Artista                         | Tot. sett. #1 | Unità vendute | Fonti  |
| --- | -------------------------- | ------------------------------- | ------------- | ------------- | ------ |
| 4 gennaio | Beyoncé                    | Beyoncé                         | 3             | 374.000       | [ 5 ]  |
| 11 gennaio | Beyoncé                    | Beyoncé                         | 3             | 310.000       | [ 6 ]  |
| 18 gennaio | Frozen †                   | Artisti vari                    | 13            | 165.000       | [ 7 ]  |
| 25 gennaio | Frozen †                   | Artisti vari                    | 13            | 86.000        | [ 8 ]  |
| 1º febbraio | High Hopes                 | Bruce Springsteen               | 1             | 99.000        | [ 9 ]  |
| 8 febbraio | Frozen †                   | Artisti vari                    | 13            | 93.000        | [ 10 ] |
| 15 febbraio | Frozen †                   | Artisti vari                    | 13            | 94.000        | [ 11 ] |
| 22 febbraio | Now 49                     | Artisti vari                    | 1             | 98.000        | [ 12 ] |
| 1º marzo | The Outsiders              | Eric Church                     |               | 288.000       | [ 13 ] |
| 8 marzo | Frozen †                   | Artisti vari                    | 13            | 89.000        | [ 14 ] |
| 15 marzo | Oxymoron                   | Schoolboy Q                     |               | 139.000       | [ 15 ] |
| 22 marzo | Mastermind                 | Rick Ross                       |               | 179.000       | [ 16 ] |
| 29 marzo | Frozen †                   | Artisti vari                    | 13            | 99.000        | [ 17 ] |
| 5 aprile | Frozen †                   | Artisti vari                    | 13            | 202.000       | [ 18 ] |
| 12 aprile | Frozen †                   | Artisti vari                    | 13            | 161.000       | [ 19 ] |
| 19 aprile | Frozen †                   | Artisti vari                    | 13            | 149.000       | [ 20 ] |
| 26 aprile | Frozen †                   | Artisti vari                    | 13            | 133.000       | [ 21 ] |
| 3 maggio | Frozen †                   | Artisti vari                    | 13            | 259.000       | [ 22 ] |
| 10 maggio | Frozen †                   | Artisti vari                    | 13            | 115.000       | [ 23 ] |
| 17 maggio | Frozen †                   | Artisti vari                    | 13            | 106.000       | [ 24 ] |
| 24 maggio | Now 50                     | Artisti vari                    | 1             | 153.000       | [ 25 ] |
| 31 maggio | Turn Blue                  | The Black Keys                  | 1             | 164.000       | [ 26 ] |
| 7 giugno | Ghost Stories              | Coldplay                        | 2             | 383.000       | [ 27 ] |
| 14 giugno | Ghost Stories              | Coldplay                        | 2             | 83.000        | [ 28 ] |
| 21 giugno | Platinum                   | Miranda Lambert                 | 1             | 180.000       | [ 29 ] |
| 28 giugno | Lazaretto                  | Jack White                      | 1             | 138.000       | [ 30 ] |
| 5 luglio | Ultraviolence              | Lana Del Rey                    | 1             | 182.000       | [ 31 ] |
| 12 luglio | x                          | Ed Sheeran                      | 1             | 210.000       | [ 32 ] |
| 19 luglio | Trigga                     | Trey Songz                      | 1             | 105.000       | [ 33 ] |
| 26 luglio | 1000 Forms of Fear         | Sia                             | 1             | 52.000        | [ 34 ] |
| 2 agosto | Mandatory Fun              | "Weird Al" Yankovic             | 1             | 104.000       | [ 35 ] |
| 9 agosto | 5 Seconds of Summer        | 5 Seconds of Summer             | 1             | 259.000       | [ 36 ] |
| 16 agosto | Hypnotic Eye               | Tom Petty and the Heartbreakers | 1             | 131.000       | [ 37 ] |
| 23 agosto | Guardians of the Galaxy    | Artisti vari                    | 2             | 109.000       | [ 38 ] |
| 30 agosto | Guardians of the Galaxy    | Artisti vari                    | 2             | 93.000        | [ 39 ] |
| 6 settembre | Blacc Hollywood            | Wiz Khalifa                     | 1             | 90.000        | [ 40 ] |
| 13 settembre                                                                                                   | My Everything              | Ariana Grande                   | 1             | 169.000       | [ 41 ] |
| 20 settembre                                                                                                   | V                          | Maroon 5                        | 1             | 164.000       | [ 42 ] |
| 27 settembre                                                                                                   | Anomaly                    | Lecrae                          | 1             | 88.000        | [ 43 ] |
| 4 ottobre | Partners                   | Barbra Streisand                | 1             | 196.000       | [ 44 ] |
| 11 ottobre | Cheek to Cheek             | Tony Bennett e Lady Gaga        | 1             | 131.000       | [ 45 ] |
| 18 ottobre | Bringing Back the Sunshine | Blake Shelton                   | 1             | 101.000       | [ 46 ] |
| 25 ottobre | Old Boots, New Dirt        | Jason Aldean                    | 1             | 278.000       | [ 47 ] |
| 1º novembre | Anything Goes              | Florida Georgia Line            | 1             | 197.000       | [ 48 ] |
| 8 novembre | .5: The Gray Chapter       | Slipknot                        | 1             | 132.000       | [ 49 ] |
| 15 novembre | 1989                       | Taylor Swift                    | 11            | 1.287.000     | [ 50 ] |
| 22 novembre | 1989                       | Taylor Swift                    | 11            | 402.000       | [ 51 ] |
| 29 novembre | 1989                       | Taylor Swift                    | 11            | 312.000       | [ 52 ] |
| 6 dicembre | Four                       | One Direction                   | 1             | 387.000       | [ 53 ] |
| La Billboard 200 da ora considera le unità equivalenti ad album e non più le vendite pure (fisiche + digitali) |                            |                                 |               |               |        |
| 13 dicembre | 1989                       | Taylor Swift                    | 11            | 339.000       | [ 54 ] |
| 20 dicembre | 1989                       | Taylor Swift                    | 11            | 274.000       | [ 55 ] |
| 27 dicembre | 2014 Forest Hills Drive    | J. Cole                         | 1             | 375.000       | [ 56 ] |

Note:
1. ↑  Ha raggiunto il numero uno anche nel 2013
2. 1 2  Ha raggiunto il numero uno anche nel 2015